# Pyłypeć
Pyłypeć (ukr. Пилипець) – wieś na Ukrainie, w obwodzie zakarpackim, w rejonie chuściańskim, siedziba hromady. W 2001 liczyła 1104 mieszkańców, spośród których 1100 wskazało jako ojczysty język ukraiński, a 4 rosyjski.